# Slečna Kiki
Slečna Kiki (v originále Mademoiselle Kiki et les Montparnos) je francouzský animovaný krátký film z roku 2012, který režírovala Amélie Harrault podle vlastního scénáře. Snímek měl světovou premiéru na Mezinárodním festivalu krátkých filmů v Clermont-Ferrand dne 2. února 2013.

## Děj
Krátký film se zaměřuje na život Alice Ernestine Prinové, přezdívané Kiki z Montparnassu, francouzské osobnosti, která žila ve 20. letech v Paříži a navštěvovala tehdejší umělecké kruhy, zejména surrealisty. Pózovala jako modelka malířům, navštěvovala spisovatele a básníky, stala se jejich múzou a měla milostný poměr s malířem Man Rayem. Film nabízí pohled na okamžik její slávy a poté na její stáří.

## Dabing postav
| Marie-Christine Orry     | Kiki z Montparnassu         |
| Céline Lambert           | mladá Kiki                  |
| Matthew Géczy            | Man Ray / Ernest Hemingway  |
| Jean-Pierre de Giorgio   | Amedeo Modigliani           |
| Eriko Takeda             | Foujita                     |
| Alan Czarnecki           | Kisling                     |
| Serge Élissalde          | otec Lisbon / Robert Desnos |
| Yan Volsy                | Henri Broca                 |
| Nathalie Sappa           | pekařka                     |
| Alice Benoist d'Etiveaud | babička                     |
| Nouritza Emmanuelian     | maminka                     |

## Ocenění
- City of Lights, City of Angels v Hollywoodu: zvláštní uznání pro krátký film
- César: nejlepší krátkometrážní animovaný film
- Mezinárodní festival krátkých filmů v Clermont-Ferrand: nominován ve 20 kategoriích
- Mezinárodní festival animovaných filmů v Annecy: nominace na nejlepší krátký film
- Filmový festival v Tallinnu: nominace na velkou cenu